# L'uomo vestito di marrone
L'uomo vestito di marrone (titolo orig. The Man In The Brown Suit) è un romanzo poliziesco di Agatha Christie, pubblicato nel 1924. Vi compare per la prima volta il personaggio del Colonnello Johnny Race.

## Trama
A Parigi, la ballerina "russa" Nadine riceve nel suo camerino il conte Sergius Paulovitch. In realtà, nessuno dei due è chi afferma di essere: lei è sudafricana e lui un inglese, ed entrambi sono al servizio del Colonnello, un agente provocatore e terrorista internazionale che, dopo diversi anni di attività criminale, è intenzionato a smettere mettendo in una difficile situazione - sia finanziariamente che legalmente - coloro che hanno lavorato per lui.
Ma Nadina ha in serbo un altro piano. Molti anni prima, in occasione di un furto di diamanti ai danni della compagnia De Beers, si era tenuta per sé alcune pietre e ora vuole ricattare il Colonnello ed attende, pertanto, l'arrivo del marito dal Sudafrica, suo complice nell'operazione.
La giovane Anne Beddingfield è rimasta orfana dopo la morte del padre, un professore. Vissuta da sempre in un piccolo villaggio dell'Inghilterra, si trasferisce a Londra accettando l'ospitalità di Mr. Flemming, ex-avvocato del genitore. Di ritorno da un colloquio di lavoro, Anne attende l'arrivo del treno alla fermata della metropolitana presso Hyde Park. Sopraggiunge alle sue spalle un uomo, evidentemente spaventato e forse in fuga da qualcuno, che muore cadendo tra i binari. Un dottore, presente sulla scena dell'incidente, esamina rapidamente il corpo e ne dichiara la morte, ma nell'allontanarsi perde dalle tasche qualcosa. È un pezzo di carta che viene raccolto da Anne e che reca la scritta «17.1.22 Kilmorden Castle».
L'inchiesta della polizia sulla morte dell'uomo, identificato come LB Carton, concluderà ufficialmente che si sia trattato di un suicidio. In tasca l'uomo aveva un invito di un agente immobiliare per andare a visionare una casa in affitto – Mill House, a Marlow. Il giorno dopo, nella stessa casa viene trovato il cadavere di una donna, strangolata. Mill House appartiene a Sir Eustace Pedler, un membro del Parlamento, che si trova in vacanza sulla Riviera francese. La moglie del giardiniere aveva dato le chiavi della casa alla donna uccisa, pensando che fosse venuta per visionarla. Dopo pochi minuti era arrivato un uomo giovane con indosso un abito marrone, era entrato nella casa per uscirne poco dopo, con l'aria apparentemente scioccata.
Anne si reca alla polizia, si è infatti resa conto che il “dottore” che ha esaminato il corpo dell'uomo suicida della metropolitana in realtà non l'ha controllato affatto, però il poliziotto a cui racconta tutta la vicenda resta completamente indifferente. La giovane allora va a trovare Lord Naseby, editore del Daily Budget, che accetta di pubblicare tutte le informazioni interessanti sul caso che Anne riuscirà a trovare, partendo dal biglietto che ha trovato in metropolitana. Dopo una serie di indagini infruttuose a Mill House, Anne scopre che Kilmorden Castle è il nome di una nave che salpa da Southampton il 17 gennaio 1922, destinazione Città del Capo, e compra un biglietto per imbarcarsi.
Una volta a bordo, Anne fa la conoscenza degli altri passeggeri, come per esempio la dama dell'alta società Suzanne Blair e il capitano Race. Sulla nave si trova anche Sir Eustace Pedler in persona, a cui il governo ha affidato un documento molto importante da dare al generale Smuts, che si trova in Sudafrica. Oltre al suo segretario personale di nome Pagett, Sir Eustace ha alle sue dipendenze un altro uomo, in apparenza fornitogli dal governo, che si chiama Harry Rayburn.
Anne vorrebbe cambiare cabina, dal momento che la sua è la numero 13 e lei è superstiziosa, ma sia Pagett che il reverendo Chichester si oppongono strenuamente, rivendicando per sé stessi la cabina numero 17. Anne, perplessa, si chiede se il numero 17 sul foglietto si riferisca alla cabina, non ad una data, e l'1 sia da considerare come un orario. All'una del mattino del 22, un giovanotto barcollante entra nella cabina di Anne, pugnalato. La giovane lo nasconde, prima di rispondere ad una cameriera che le chiede se tutto vada bene. Dopo che la donna se ne è andata, Anne benda la ferita dell'uomo, che però non è per niente grato di queste cure e, dopo un breve litigio, se ne va. Il giorno dopo la cabina di Anne viene rovistata da cima a fondo, mentre lei non c'è, e la ragazza decide allora di interrogare tutte le persone di cui sospetta. Anne comincia con il reverendo Chichester, che si allarma quando, dopo aver inavvertitamente buttato un foglietto, quest'ultimo viene raccolto da Pedler, che glielo restituisce. Anne poi nota che Pagett è a disagio tutte le volte che gli viene chiesto di Firenze, città in cui ha detto di aver trascorso del tempo. Non ultimo, Anne sospetta del colonnello Race dopo che quest'ultimo, spacciandosi per essere stato un amico del padre della ragazza, parlando del suo lavoro dice moltissime cose completamente sbagliate.
Sir Eustace tiene un diario, su cui annota la frase che è riuscito a leggere nel foglietto caduto al reverendo Chichester “Don't try to play a lone hand or it will be the worse for you”. Pedler annota anche i suoi sospetti nei confronti di Pagett, che si sta comportando stranamente.
Una sera, la conversazione generale cade sui giacimenti di diamanti De Beers a Kimberley, e il colonnello Race racconta la storia del furto di diamanti dal valore di centinaia di migliaia di sterline commesso dal figlio di un magnate dell'oro sudafricano, John Eardsley e il suo amico Lucas. I due avevano affermato di aver trovato un nuovo giacimento di diamanti proprio lo stesso momento in cui era avvenuto il furto alla De Beers. John e il suo amico furono arrestati, e Sir Laurence, suo padre, lo diseredò. John Eardsley morì in guerra e la fortuna di suo padre passò ad un lontano parente, praticamente sconosciuto. Di Lucas invece si persero le tracce, e venne creduto “disperso in guerra”. Harry Rayburn, che arriva in quel momento, ascolta questa parte del racconto, fa una faccia sofferente e se ne va. Race rivela di essere lui stesso l'erede della fortuna di Sir Laurence Eardsley.
Il giorno dopo, Anne scopre che non esiste un turno di notte per le cameriere, e allora si domanda chi fosse la donna che aveva bussato alla sua porta la notte in cui l'uomo ferito era entrato nella sua cabina. La ragazza decide di confidarsi con Suzanne. Harry Rayburn è l'uomo pugnalato – lui e Anne non si erano visti sulla nave prima di quel momento – e Suzanne l'aiuta a capire che la finta cameriera non era altri che il reverendo Chichester, vestito da donna. Le due riesaminano il foglietto trovato in metropolitana e si accorgono che una macchia aveva fatto leggere male il numero, che quindi potrebbe essere un 71 – il numero di cabina di Suzanne. Le era stata data perché il passeggero che l'aveva prenotata non era riuscita ad imbarcarsi in tempo. Il nome di questa donna era signora Grey, ma sotto questo pseudonimo si celava Nadina, la ballerina. Race aveva esposto a Suzanne i suoi sospetti circa Nadina e i suoi legami con il “Colonnello”. Anne e Suzanne ipotizzano che Nadina possa essere la donna trovata morta a Mill House. Anne all'improvviso capisce che il rotolo di pellicola che aveva notato a Mill House è strettamente collegato ad una custodia per pellicole che un cameriere ha portato nella cabina di Suzanne la notte del 22. Le due allora pensano che l'uomo vestito di marrone sia Harry Rayburn.
Anne interroga il cameriere che aveva lasciato la custodia nella cabina di Anne, e viene così a sapere che era stato pagato per farlo da un uomo, la cui descrizione corrisponde all'aspetto dell'uomo morto in metropolitana. Anne tende un tranello a Pagett, inducendolo a parlare di Firenze, per verificare la sua effettiva conoscenza della città, e così si accorge che l'uomo non conosce per niente la famosa città italiana. Anne “innocentemente” dice a Pagett che le pare di averlo visto una volta a Marlow e l'uomo a quel punto se ne va via in modo sospetto. Suzanne e Anne decidono di continuare le loro indagini tenendo d'occhio i loro sospettati, una volta arrivati a Città del Capo – Suzanne è stata invitata, insieme al colonnello Race, ad accompagnare Pedler in Rhodesia. Anne le confessa di essersi innamorata di Harry.
Quella notte Anne viene aggredita da uno sconosciuto mentre sta passeggiando sul ponte. Harry Rayburn accorre in suo soccorso, ma l'aggressore riesce a fuggire. Anne e Harry cercano lo sconosciuto, e trovano Pagett svenuto. Anne stupisce Harry per la sua conoscenza degli eventi di Marlow, della stazione di polizia di Hyde Park, e afferma di credere che Harry sia Lucas e l'uomo vestito di marrone. I due discutono di nuovo e si separano in malo modo.
Pedler scrive nel suo diario, una volta giunto a Città del Capo, che Pagett gli ha raccontato di aver pedinato Rayburn quando erano sulla nave, dato che gli sembrava sospetto che l'uomo si allontanasse la notte per andare chissà dove. Pedler si accorge che la lettera che dovrebbe consegnare a Smutts è in realtà un foglio bianco, e Pagett suggerisce che potrebbe essere stato Rayburn a sostituirla, dato che secondo lui è proprio Harry l'uomo vestito di marrone. Pedler, che comincia ad averne abbastanza di Pagett, decide di lasciarlo a Città del Capo quando andrà in Rhodesia con il suo treno privato, e di portarsi dietro Anne, come segretaria.
Harry dice ad Anne che si sta immischiando in cose più grandi di lei, e alla fine ammette di essere lui l'uomo vestito di marrone. I suoi avvertimenti di stare attenta vengono subito disattesi, quando Anne viene attirata in una casa a Muizenberg dove viene imprigionata da un olandese barbuto che le dice che confesserà tutto quello che sa l'indomani, quando verrà interrogata. Anne riesce a liberarsi dalle corde che la stringono. Una volta libera, la ragazza esplora la casa, e vede il reverendo Chichester parlare con l'olandese del “Colonnello”, che arriverà l'indomani per interrogare Anne. Anne torna nella stanza dove era tenuta prigioniera, e il giorno dopo, una volta fuggita, torna a Città del Capo. Una volta raggiunta la città Anne scopre che Harry, ricercato per essere l'uomo vestito di marrone, è sparito dalla circolazione. Pedler è scocciato da tutta l'attenzione che si è creata sul caso, e chiede ancora una volta ad Anne di seguirlo in Rhodesia come segretaria. Lei rifiuta, visto che è intenzionata a tenere d'occhio Pagett. Il giorno dopo Anne si rende conto di essere pedinata da un uomo, che poi vede parlare con Pagett e dopo ancora con un poliziotto. Anne si rende conto di essere in trappola, riesce ad arrivare alla stazione e a montare sul treno privato di Pedler, dove ritrova quest'ultimo, Race, Suzanne e la nuova segretaria, Miss Pettigrew.
A Bulawayo, Anne riceve un biglietto, apparentemente da Harry, in cui c'è scritto di recarsi a Palm Gully, un burrone attraversato da un ponte di corda, vicino all'hotel. Giunta là, Anne viene inseguita da qualcuno, e cade nell'oscurità.
Quasi un mese dopo, Anne si sveglia in una capanna sull'isola di Zambesi, in compagnia di Harry Rayburn. L'uomo l'aveva salvata, ed affidata alle cure di una nativa del luogo. La ragazza si era fatta male alla testa e ad un braccio, per via della caduta che aveva subito, dato che i ciottoli che segnalavano il sentiero erano stati spostati. Anne e Harry, finalmente insieme, si innamorano uno dell'altra, e la ragazza scopre che il suo vero nome è Harry Lucas. Harry le racconta di come lui e John Eardsley abbiano scoperto i diamanti, anni prima. I due vennero però raggirati da Anita Grunberg, che scambiò i loro diamanti con quelli rubati alla De Beers. Il padre di John era riuscito a ripagare la somma, ma aveva deciso di diseredare il figlio. I due amici allora si erano arruolati e John era morto in guerra, mentre Harry aveva deciso di sfruttare il suo essere stato considerato disperso in guerra per trasferirsi in Africa sotto il nome di Harry Parker. Qualche tempo dopo Harry si era imbattuto in un uomo – Carton – che aveva conosciuto in Sudafrica, e che era collegato ad Anita Grunberg. Harry aveva costretto l'uomo a confessargli che Anita in realtà si chiamava Nadina, e lavorava per il “colonnello”, e che la donna era in possesso della prova che avrebbe scagionato lui e John, cioè i diamanti poi sostituiti. Harry aveva pedinato Carton a Londra e lo aveva visto incontrarsi con Nadina. Carton poi era entrato nella stazione della metropolitana e, dopo essersi accorto di essere pedinato da Harry, in preda alla paura si era gettato di sotto. Harry a quel punto aveva deciso di inseguire Nadina, e l'aveva poi trovata morta a Mill House. Dopo essersi accorto che né Carton né Nadina avevano i gioielli, Harry aveva pensato che potessero essere ancora celati sulla Kilmorden Castle. Anne conferma la loro effettiva presenza sulla nave, e rivela a Harry che erano stati portati nella cabina di Suzanne la notte del 22.
L'isola di Harry viene presa d'assalto da un gruppo di uomini guidato dall'olandese barbuto, ma lui e Anne riescono a sfuggire loro. La ragazza decide allora di tornare da Pedler e il suo gruppo, in modo da venire a conoscenza degli ultimi sviluppi, ma prima di partire i due creano un codice segreto da usare per i loro messaggi, in modo da non poter più venire ingannati. Il diario di Pedler nel frattempo riporta tutti i pensieri angosciati successivi alla scomparsa di Anne. Qualche tempo dopo la sparizione, mentre Pedler è a Johannesburg riceve un telegramma da Suzanne che gli dice che Anne è sana e salva. Pedler poi si imbatte nel colonnello Race che gli svela la vera identità di Harry, e vede la sua nuova segretaria, Miss Pettigrew, entrare in un bazar collegato all'organizzazione del “colonnello”.
Anne e Suzanne si rincontrano, e quest'ultima dice alla ragazza che i diamanti sono nel suo bagaglio, in viaggio con Sir Pedler. Anne riceve un telegramma da Harry, che le chiede di incontrarsi, ma non è scritto nel loro codice segreto. Pagett, che vuole vedere Sir Pedler, si trova a Kimberley. Anne gli si avvicina e lo accusa di essere stato a Marlow. Pagett le racconta due cose interessanti, che cambiano totalmente le cose…
Anne si reca al finto appuntamento con Harry e si imbatte di nuovo nel reverendo Chichester – adesso sotto le mentite spoglie di Miss Pettigrew. Anne chiede a gran voce di essere portata da Sir Eustace, cosa che avviene subito, dato che l'uomo si trova nello stesso edificio. Si scopre a questo punto che Sir Eustace è il “colonnello”! Le “cose interessanti” che Pagett ha detto ad Anne è che lui è sposato con figli, e che la sua famiglia abita a Marlow. Pagett si trovava lì, quando invece avrebbe dovuto essere a Firenze, e a Marlow ha visto anche Pedler, che in teoria avrebbe dovuto trovarsi sulla Riviera francese – Anne da queste informazioni ha capito che Pedler ha ucciso Nadina. Pedler confessa, ha spedito Pagett a Firenze in modo da essere libero di agire, con la copertura del soggiorno in Riviera, ma il segretario, recatosi a trovare la famiglia, gli ha rovinato l'alibi. Alle cascate, invece, era stato Chichester, il cui vero nome è Arthur Minx, a far cadere Anne nel tranello, dietro ordine di Pedler.
Pedler costringe Anne a scrivere un bigliettino per Harry, in modo da attirarlo al bazar, cosa che lei fa, ma senza usare il loro codice segreto. Harry arriva, e Pedler è convinto di aver vinto, ma con suo sommo sbalordimento Anne tira fuori una pistola dalla borsetta e insieme al suo compagno cattura Sir Eustace, anche se il luogo in cui si trovano è piena di suoi scagnozzi. Harry dice a Pedler che lui e Race lo stavano tenendo d'occhio. A questo punto arriva Race, con i rinforzi. Pedler cerca un modo per fuggire, ma purtroppo per lui anche Minx si schiera dalla parte di Anne, e gli racconta di quando ha fatto visita a Nadina a Parigi, travestito da Conte Sergius Paulovitch. Poco dopo, Harry ha “ingaggiato” Minx. Il gruppo ha tutte le prove che servono contro Pedler, che viene arrestato.
Il giorno dopo Anne si trova in una fattoria, per riprendersi, e viene a sapere che Pedler è riuscito a fuggire. La ragazza è quasi contenta, perché l'audacia dell'uomo gliel'aveva fatto ammirare. Race rivela ad Anne che Harry in realtà è John Eardsley, non Lucas, e quindi l'erede di un'enorme fortuna. John però ha trovato la felicità con Anne, e i due decidono quindi di rimanere a vivere nell'isola dello Zambesi presso cui si erano rifugiati in precedenza, e il colonnello Race continuerà ad amministrare la fortuna degli Eardsley.

## Personaggi
- Anne Beddingfeld: figlia orfana del professor Beddingfeld, famoso archeologo.
- Anita Grünberg: Bella donna, alias Nadina la ballerina, alias Mrs de Castina, alias Mrs Grey, una volta era un'agente di "The Colonel". È stata assassinata a The Mill House.
- John Eardsley: figlio di Sir Laurence Eardsley, il magnate minerario sudafricano morto un mese prima che Anne fosse a bordo della nave. Alias Harry Lucas, alias Harry Rayburn. Ha combattuto nella Grande Guerra. Lui e l'amico Harry hanno trovato una nuova fonte di diamanti nella Guyana britannica in Sud America.
- Harry Lucas: amico di John Eardsley, ucciso nella Grande Guerra.
- Colonel Race: un lontano cugino di Sir Laurence Eardsley che lavora per il governo britannico come spia o detective. Ha una reputazione come cacciatore di leoni in Africa e come uomo ricco.
- The Hon Mrs Suzanne Blair: una signora della società che fa amicizia con Anne Beddingfeld.
- Sir Eustace Pedler: un ricco membro del Parlamento e un uomo d'affari.
- Guy Pagett: il segretario di Sir Eustace Pedler.
- Arthur Minks: alias il reverendo Edward Chichester, alias Miss Pettigrew, alias il conte Sergius Paulovitch e un agente del "Colonnello". Accetta di lavorare con Harry Rayburn e usa le sue capacità di recitazione per essere molti personaggi e per giocare il rischioso doppio gioco.
- Sig. Flemming: avvocato, e sua moglie: proprietari terrieri di Anne dopo la morte di suo padre.
- L B Carton: il marito di Anita Grünberg, era un selezionatore di diamanti per De Beers in Sud Africa. È morto alla stazione della metropolitana di Hyde Park.
- Ispettore Meadows: detective di Scotland Yard che respinge le prove di Anne sull'omicidio a The Mill House come non importanti.
- Lord Nasby: proprietario del Daily Budget e datore di lavoro di Anne.
- L'olandese dalla barba rossa: un agente de "Il colonnello".
- Mrs Caroline James: moglie del giardiniere di The Mill House, che dà le chiavi ai potenziali affittuari.
- Il colonnello: mente criminale e assassino la cui identità è nascosta per la maggior parte della storia; si rivela essere Sir Eustace Pedler, che sfugge all'accusa vivendo in Sud America.

## Adattamenti
- L'uomo dall'abito marrone (The Man in the Brown Suit), film TV, 1989, regia di Alan Grint, con Stephanie Zimbalist, Rue McClanahan e Tony Randall.

## Edizioni italiane
- L'uomo vestito di marrone, traduzione di Giuseppina Taddei, Collana I Libri Gialli n.80, Milano, Arnoldo Mondadori Editore, 1933. - Collana I Libri Gialli - Serie dei Capolavori n.22, Mondadori, giugno 1940; I Capolavori dei Gialli Mondadori n.254, 19 luglio 1964; I Classici del Giallo Mondadori n.100, 24 novembre 1970; Prefazione e postfazione di Stefano Benvenuti, Collana Oscar n.1306 (Oscar Gialli n.70), Mondadori, 1981.
- L'uomo vestito di marrone, traduzione di Rosalba Buccianti, I Classici del Giallo Mondadori n.639, Milano, Mondadori, 23 luglio 1991. - Edizione illustrata e annotata, Collezione Agatha Christie, Milano, CDE, 1992; Collana Oscar Narrativa n.1514 (Oscar Scrittori Moderni), Mondadori, 1996, ISBN 978-88-044-1134-5; Collana Oscar Gialli, Mondadori, 2019, ISBN 978-88-047-1004-2.
- L'uomo vestito di marrone, traduzione di Benedetta Neri, Collana Young, Roma, Curcio, 2024, ISBN 978-88-686-8732-8.